# Мыльников, Николай Дмитриевич
Никола́й Дми́триевич Мы́льников (1797, Ярославль — 16 апреля 1842, там же) — русский живописец и портретист. Считается классиком провинциального купеческого портрета.

## Происхождение
Мыльников родился в приходе Вознесенского храма в Ярославле.
Его отец, Дмитрий Петрович Мыльников (1775—1850), принадлежал к цеху городовых живописцев-ремесленников.
Дядя, Афанасий Петрович Мыльников (1780—1848), был иконописцем.
Дальнейшая биография Мыльникова основана только на гипотезах и анализе произведений. Этому помогает почти обязательная авторская подпись, выполненная латинскими буквами (на французский манер) с точным указанием не только года, но числа и месяца завершения работы.

## Творчество
- Портрет Е. К. Карнович, 1835. ЯХМ
- Портрет купчихи, 1820-1835. ГИМ.
- Портрет С. Е. Карновича, 1835.
- Портрет неизвестного, 1827.
- Портрет Н. И. Соболевой, 1837.
- Портрет купца. 1837.
- Портрет В. П. Головина. 1827.
- Портрет А. К. Рахмановой. 1826.
- Портрет неизвестной в кружевном чепце. 1830-1840.
- Портрет И. Г. Рахманова. 1826.
- Портрет А. Баркова со свитком и лестовкой. 1826
- «Портрет мальчика». 1827.
- «Портрет старушки». 1825.
- Портрет архиепископа Авраама. 1840.

### Ранний период
Наиболее ранние из известных произведений относятся к 1824—1825 годам. «Портрет неизвестного в цилиндре» (1824, местонахождение неизвестно) указан в «Каталоге Таврической выставки» (1905 г.) как собственность предводителя ярославского дворянства С. В. Михалкова. Следующей работой был «Портрет старушки» (1825 г., Екатеринбургский музей).
В 1826 году он пишет серию портретов московских купцов Рахмановых (ГИМ).
В 1827 году Мыльников пишет знаменитую чету Астаповых (ЯХМ).
«Портрет Прасковьи Астаповой» стал своеобразным «эталоном» женского образа в купеческих портретах. Он представляет тип погрудного портрета, а наброшенная на плечи светлая шаль создает особую устойчивость, уравновешенность композиции. Плотно, без улыбки сложенные губы, настороженный взгляд, затаивший какую-то смутно зреющую мысль, придают лицу строгое, замкнутое выражение. Все это делает образ предельно заостренным, выражающим характер тяжелый и властный. Примечательно, что многочисленные украшения, которые как бы демонстрирует на себе купчиха, переданные художником достаточно скрупулезно, не отвлекают внимания от главного, выполняя определенную смысловую роль.Коновалова Н. О.
На портретах 1828—1833 годов запечатлены не только ярославские купцы, но уже и московские дворяне. В 1828 написан «Портрет О. М. Головиной» (Государственный музей А. С. Пушкина) В этот же период Мыльников выполнил «Портрет помещика Н. П. Милюкова» (1831, Государственный исторический музей).

### Зрелый период
Зрелый период творчества Мыльникова, падающий на 1830-е, представляет серия портретов купцов Соболевых (1834, Ярославский художественный музей). Несмотря на то, что только один из этой группы портрет имеет авторскую подпись и дату, все они, без сомнения, написаны почти одновременно и составляют единый ансамбль. Серия состоит из парных семейных портретов двух братьев — Ивана и Даниила Соболевых и портрета сына Даниила — Александра. В 1830-е годы пишется серия портретов купцов Соболевых (1834, ЯХМ). Серия состоит из парных семейных портретов двух братьев, Ивана и Даниила Соболевых и портрета сына Даниила — Александра.
Среди известных произведений Мыльникова фигурирует и «Портрет Е. П. Назимова» (1836, Азербайджанский музей искусств).

### Завершающий период
Завершающий период творчества Мыльникова представляет серия портретов фабрикантов Гарелиных (1840, Ивановский историко-краеведческий музей). В портретах Мыльников сдержан в выборе цветовой гаммы, подробности костюмов решены еще более деликатно, чем в ранних работах. Появляется сухость и схематизм.